# NGC 7606
NGC 7606 è una galassia della costellazione dell'Aquario. Venne scoperta nel 1785 dall'astronomo tedesco-britannico William Herschel. Si stima che la sua distanza dalla terra sia di circa 100 milioni di anni luce.

## Caratteristiche
La galassia NGC 7606, classificabile come spirale SA(s)b per la sua morfologia, è di dimensioni piuttosto grandi (diametro di circa 1,75 volte e spessore stimato circa 3 volte maggiori rispetto alla Via Lattea) ed ha un piccolo nucleo molto brillante. Possiede un orientamento intermedio rispetto alla nostra galassia.
Al suo interno sono state osservate due supernovae, nel 1965 e nel 1987.